# Scheibe SF 25

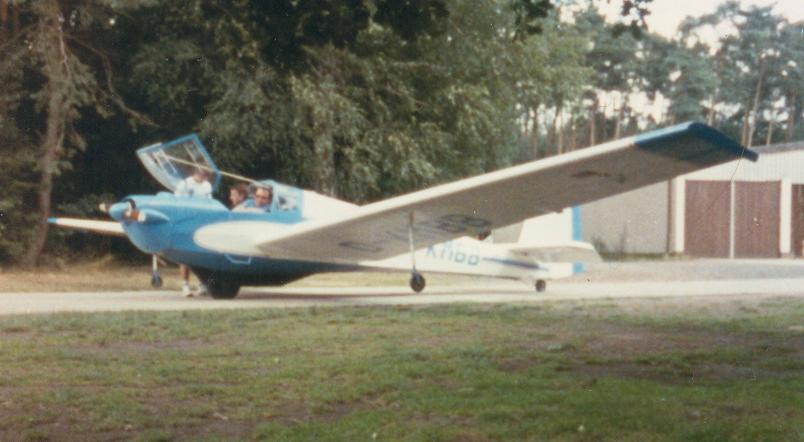
Egy Scheibe SF 25 D motoros vitorlázó repülőgép

A Scheibe SF 25 Falke német motoros vitorlázó repülőgép (movit).

## Jellemzője
A Magyarországon használt motoros vitorlázó repülőgépek nagy része ilyen Scheibe Falke típusú, azok közül is hazánkban az SF-25 típus a legelterjedtebb.
A repülőgépet Egon Scheibe tervezte az 1970-es évek elején, és körülbelül 300 darabot gyártottak belőle.
A repülőgép két egymás melletti üléssel rendelkezik, és (változattól függően) 48-60 kW-os motorjának köszönhetően önerőből képes felszállni. Készült egy illetve két főfutós változata is, de az egy főfutós változat az elterjedtebb, esetében szárnyfelenként egy-egy úgy nevezett mankókerék segíti a gurulást. A földön történő manőverezést a kormányozható farokkerék könnyíti meg. A könnyebb tárolás érdekében készült felhajtható szárnyú változat is, melynél a tároláshoz mindkét szárnyfél 60% fesztávolságnál felhajtható.
A repülőgép MOVIT kategóriás szakszolgálati engedély birtokában vezethető, melynek megszerzéséhez már 45 repült óra elegendő. Egyszerű és olcsó üzemeltetésének köszönhetően ideális kezdő illetve hobbi repülőgép. A repülőgép nem műrepülhető.

## Műszaki adatai (SF 25 D)
- Motor: Limbach SL 1700 típusú, 60 LE-s, négyhengeres, karburátoros, léghűtéses boxermotor
- Sárkány: vászonnal borított, hegesztett acélcső törzs; vászonnal borított fa szárny
- Fesztáv: 15,33 m
- Szárnyfelület: 14,5 m²
- Oldalviszony 13,4
- Üres tömeg: 375 kg
- Maximális felszálló tömeg: 580 kg
- Üzemanyag típusa: 98-as oktánszámú benzin, vagy AVGAS 100L
- Üzemanyag-fogyasztás 8 l/h (114 km/h-s utazósebességnél, 2100 1/perc fordulatszámon)

## Repülési jellemzők
- Átesési sebesség: 67 km/h
- Gazdaságos utazósebesség: 114 km/h
- Legnagyobb megengedett sebesség turbulens időben: 150 km/h
- Maximális felrántási sebesség: 153 km/h
- Megengedett legnagyobb sebesség: 190 km/h
- Megengedett legnagyobb sebesség nyitott féklappal: 190 km/h
- Legjobb siklószám: 1:21 (90 km/h-nál)